# Жоао Мотињо
Жоао Филипе Ирија Сантос Мотињо (порт. João Filipe Iria Santos Moutinho; 8. септембар 1986) је португалски фудбалер који тренутно игра за Брагу и репрезентацију Португалије. Игра на позицији везног фудбалера.
Професионалну каријеру започео је у Спортингу из Лисабона, 2010. прешао је у Порто. Са та два тима освојио је укупно 12 трофеја. Три године после преласка у Порто, прелази у Монако за 25 милиона евра. 2018. године прелази у Вулверхемптон, који се те сезоне вратио у Премијер лигу.
Са репрезентацијом Португалије наступао је на четири европска и два светска првенства. На Европском првенству у Француској, са својом репрезентацијом је постао првак Европе, а освојио је и Лигу нација на завршном турниру који се одиграо у Португалу 2019. године.

## Највећи успеси

### Спортинг Лисабон
- Куп Португала (2) : 2006/07, 2007/08.
- Суперкуп Португала (2) : 2007, 2008.
- Куп УЕФА : финале 2004/05.
- Лига куп Португала : финале 2007/08, 2008/09.

### Порто
- Првенство Португала (3) : 2010/11, 2011/12, 2012/13.
- Куп Португала (1) : 2010/11.
- Суперкуп Португала (3) : 2010, 2011, 2012.
- Лига Европе (1) : 2010/11.
- УЕФА суперкуп : финале 2011.
- Лига куп Португала : финале 2012/13.

### Монако
- Првенство Француске (1) : 2016/17.
- Лига куп Француске : финале 2016/17, 2017/18.

### Брага
- Лига куп Португала (1) : 2023/24.

### Репрезентација Португала
- Светско првенство до 17. година (1) : 2003.
- Европско првенство (1) : 2016.
- Лига нација (1) : 2018/19.
- Куп конфедерација : треће место 2017.